# Liste der Baudenkmäler in Puchheim
Auf dieser Seite sind die Baudenkmäler in der oberbayerischen Stadt Puchheim zusammengestellt. Diese Tabelle ist eine Teilliste der Liste der Baudenkmäler in Bayern. Grundlage ist die Bayerische Denkmalliste, die auf Basis des Bayerischen Denkmalschutzgesetzes vom 1. Oktober 1973 erstmals erstellt wurde und seither durch das Bayerische Landesamt für Denkmalpflege geführt wird. Die folgenden Angaben ersetzen nicht die rechtsverbindliche Auskunft der Denkmalschutzbehörde.

## Baudenkmäler nach Ortsteilen

### Puchheim-Ort
| Lage                           | Objekt                                                                  | Beschreibung | Akten-Nr.     | Bild                                                                    |
| ------------------------------ | ----------------------------------------------------------------------- | --- | ------------- | ----------------------------------------------------------------------- |
| Augsburger Straße 1 (Standort) | Ehemaliger Taubenkobel                                                  | Geschnitzt und bemalt, Ende 19. Jahrhundert. | D-1-79-145-1  | weitere Bilder                                                          |
| Dorfstraße (Standort)          | Kriegerdenkmal für die Gefallenen des Ersten und des Zweiten Weltkriegs | Errichtet um 1920; mit Einfriedung. | D-1-79-145-10 | Kriegerdenkmal für die Gefallenen des Ersten und des Zweiten Weltkriegs |
| Dorfstraße 1 (Standort)        | Ehemaliges Schulhaus                                                    | Zweigeschossiger Walmdachbau mit befenstertem Kniestock, 1849, 1876 aufgestockt. | D-1-79-145-9  | Ehemaliges Schulhaus                                                    |
| Dorfstraße 4 (Standort)        | Pfarrhaus des ehemaligen Pfarrhofes                                     | Zweigeschossiger Satteldachbau mit Putzgliederung, Ende 18./Anfang 19. Jahrhundert. | D-1-79-145-2  | weitere Bilder                                                          |
| Dorfstraße 6 (Standort)        | Katholische Pfarrkirche Mariä Himmelfahrt                               | Moderner Saalbau mit eingezogenem gerade schließendem Chor und gotischem Satteldachturm des Vorgängerbaues (Turm aus dem 13. Jahrhundert), Neubau von Franz Xaver Bolland, 1928; mit Ausstattung; Leichenhalle, verputzter Walmdachbau mit Portikus und Dachreiter, gleichzeitig. | D-1-79-145-3  | weitere Bilder                                                          |
| Mitterlängstraße (Standort)    | Wegkapelle St. Laurentius                                               | Ende 19. Jahrhundert, 1975 um zwei Meter versetzt. | D-1-79-145-5  | weitere Bilder                                                          |

### Puchheim-Bahnhof
| Lage                          | Objekt                                                                                 | Beschreibung | Akten-Nr.    | Bild           |
| ----------------------------- | -------------------------------------------------------------------------------------- | --- | ------------ | -------------- |
| Allinger Straße 20 (Standort) | Herrenhaus eines ehemaligen Gutshofes mit angefügter Ökonomie                          | Zweigeschossiger Putzbau mit Satteldach und polygonalem Eckerker, Stadel in Holzständerbauweise mit tief heruntergezogenem Satteldach, Ende 19. Jahrhundert, um 1910 unter Jugendstileinfluss verändert. | D-1-79-145-6 | weitere Bilder |
| Josefstraße 7 (Standort)      | Ehemals Direktions- und Bürogebäude der Fabrik für Hausmüllverwertung, jetzt Mietshaus | Dreigeschossiger Ziegelbau mit Kreuzgiebel und ausgebautem Dachgeschoss, in reduziert-historisierenden Formen mit Jugendstilelementen, 1898.                                                             | D-1-79-145-8 | weitere Bilder |
| Lagerstraße (Standort)        | Friedhof russischer Kriegsgefangener des Ersten Weltkrieges                            | Um 1918, zusätzliche Gedenkstätte für russisch-mohamedanische Gefangene um 1950; Einfriedung, massiv, um 1950.                                                                                           | D-1-79-145-4 | weitere Bilder |